# Рашка Немањић
Рашка Немањић је измишљени лик усвојене ћерке Стефана Немање у серији Немањићи — рађање краљевине. Лик је на основу одређених историјских чињеница осмислио сценариста Гордан Михић. У историји је било познато да је Стефан Првовенчани имао три супруге Евдокију Анђел, Ану Дандоло и трећу за коју не постоје прецизни историјски подаци. То је дало додатну слободу сценаристи за стварање лика усвојене сестре Стефана Првовенчаног, Рашке Немањић. Њен лик дочарава колико је у то време мушкарцима било значајно присуство њихових сестара. Она уједно открива занимљив аспект Стефанове личности. Веза сестре и брата је једна од најјачих веза. Кроз серију пратимо развој њихове љубави и међусобне животне подршке. Лик Рашке тумаче глумице Марија Цабунац и Нада Шаргин.